# Autoimmunizacja
Autoimmunizacja – odpowiedź odpornościowa układu odpornościowego organizmu, w przebiegu której powstają nieprawidłowe, skierowane przeciw własnym tkankom limfocyty T lub przeciwciała. Autoimmunizacja może prowadzić do powstania chorób autoimmunologicznych.
Zasadniczą cechą prawidłowego działania układu immunologicznego organizmu jest utrzymywanie stanu tolerancji immunologicznej. Organizm bezwzględnie musi egzekwować rozróżniania pomiędzy antygenami własnymi i obcymi (self/nonself).
Do autoimmunizacji dochodzi wtedy, gdy liczne mechanizmy tolerancji immunologicznej zawodzą.
Zaistnienie autoimmunizacji nie jest jednoznaczne z wystąpieniem choroby autoimmunologicznej.
Chorobę autoimmunologiczną cechują:
1. występowanie autoimmunizacji
2. uszkodzenie tkanek spowodowane reakcją immunologiczną skierowaną przeciw tym tkankom

Przykładami chorób autoimmunologicznych są: celiakia, cukrzyca typu 1, toczeń układowy, zespół Sjögrena, stwardnienie rozsiane, choroba Hashimoto, choroba Gravesa-Basedowa, trombocytopenia samoistna i reumatoidalne zapalenie stawów.